# Малышка на миллион
«Малы́шка на миллио́н» (англ. Million Dollar Baby) — американский спортивный драматический фильм 2004 года режиссёра, сопродюсера и сценариста Клинта Иствуда по сценарию Пола Хаггиса, основанному на рассказах из сборника 2000 года «Верёвочные ожоги: истории из-за угла» Ф.Х. Тула, псевдонима бойцовского менеджера и монтажёра Джерри Бойда. В фильме снимаются Хилари Суэнк, сам Клинт Иствуд и Морган Фримен. Фильм рассказывает о Маргарет «Мэгги» Фитцджеральд (Суэнк), боксёре-любителе-неудачнике, которой помогает осуществить мечту стать профессионалом недооцененный тренер по боксу (Иствуд).
Картина была выпущена в прокат 15 декабря 2004 года киностудией Warner Bros. Pictures. Фильм получил признание критиков и собрал в мировом прокате 216,8 миллионов долларов. Фильм получил 7 номинаций на 77-ю премию «Оскар» и выиграл 4 из них: лучший фильм, лучшая режиссура, лучшая женская роль (Суэнк) и лучшая мужская роль второго плана (Фримен). С тех пор он был признан одним из лучших фильмов 2000-х годов, 21-го века и всех времён.

## Сюжет
Мэгги Фицджеральд (Хилари Суэнк), 31-летняя официантка, приходит в секцию бокса, в зал, принадлежащий старому тренеру и промоутеру Фрэнки Данну (Клинт Иствуд). Данн, талантливый тренер, отказывается работать с ней, так как «не тренирует девчонок». Однако Мэгги усердно тренируется сама и постепенно заслуживает уважение у многих в зале, в том числе у друга Данна — старого боксёра Эдди Дюпри (Морган Фримен), по прозвищу «Металлолом» (англ. Scrap-Iron). Дюпри потихоньку начинает тренировать Мэгги, которая оказывается очень способной ученицей.
Тем временем Данна покидает его лучший ученик, претендент на титул чемпиона мира по боксу — Уилли Литтл. Данн, долгое время отказывавшийся от любых предложений устроить Литтлу бой за чемпионский титул, тяжело переживает уход перспективного парня. Одновременно, впечатлённый трудолюбием и упорством Мэгги, Данн, с подачи Дюпри, берётся её тренировать. К его удивлению, Мэгги проявляет необычайные способности — она невероятно трудолюбива и послушна -  и вскоре приступает к выступлениям на ринге. Данн, поначалу отказавшийся стать её менеджером, в итоге соглашается взять на себя эту роль. Постепенно он начинает испытывать к ученице отцовские чувства, тогда как его родная дочь отказывается поддерживать с отцом какие-либо отношения. К Мэгги приходит успех, она одерживает ряд побед, получая первые высокие гонорары. Её знают под прозвищем Mo Cuishle (из-за надписи на боксерском халате, подаренном ей Данном). Большинство соперниц Мэгги посылает в нокаут в первом же раунде.
При этом она разочаровывается в своей семье (относящейся к категории «белого отребья»): как выяснилось, родным безразличны её успехи — им нужны лишь её деньги. В сложившейся ситуации Мэгги всё больше тянется к Данну.
Наконец, Мэгги выходит на бой за титул чемпиона по версии WBA против непобеждённой чемпионки Билли по прозвищу Голубая Медведица, не чурающейся грязных приёмов на ринге (эту роль сыграла Люсия Рийкер — чемпионка мира по боксу по версии WIBF; она также тренировала Суэнк перед съёмками). В бою Мэгги уверенно лидирует. Билли, проиграв в третьем раунде и понимая, что шансов практически не осталось, исподтишка наносит сопернице, возвращающейся в свой угол, мощный удар. Та падает на табурет, получив при этом перелом шейных позвонков. Травма приводит к полному параличу. Никакой надежды на выздоровление у пострадавшей нет.
Члены семьи Мэгги навещают её в клинике, но только ради того, чтобы добиться оформления ею завещания и в дальнейшем распорядиться наследством. Потрясённая наглостью и жестокостью родственников, Мэгги выгоняет их из больницы. Единственный, кто продолжает заботиться о ней, — Данн. Он читает Мэгги книги, уговаривает её получить образование. Но через какое-то время больной ампутируют ногу из-за последствий пролежня, и она умоляет тренера помочь ей уйти из жизни. Тот в ужасе отказывается, а Мэгги пытается покончить с собой, прокусив себе язык. Врачи предотвращают самоубийство, усугубляя тяжкое моральное состояние пациентки.
Однажды ночью Данн приходит к ней в палату и, перед тем как вколоть Мэгги смертельную дозу адреналина, объясняет девушке смысл её прозвища. В переводе с гэльского mo cuishle означает «моя бесценная» (буквальный перевод — «мой пульс»).

## В ролях
| Актёр           | Роль                      |
| --------------- | ------------------------- |
| Клинт Иствуд    | Фрэнки Данн               |
| Хилари Суэнк    | Мэгги Фицджеральд         |
| Морган Фримен   | Эдди Дюпри                |
| Джей Барушель   | "Опасный"                 |
| Майк Колтер     | Уилли Литтл               |
| Люсия Рийкер    | Билли "Голубая Медведица" |
| Энтони Маки     | Шоурелль Берри            |
| Нед Айзенберг   | Сэлли Мендоза             |
| Брюс МакВитти   | Микки                     |
| Бенито Мартинес | управляющий у Билли       |
| Майкл Пенья     | Омар                      |

## Создание
До начала съёмок, фильм ряд лет пребывал в производственном аду. Несколько студий отказались от проекта, несмотря на участие Иствуда в качестве актёра и режиссёра (отвергла предложение даже сотрудничавшая с ним на долгосрочной основе Warner Bros.). Клинт убедил главу Lakeshore Entertainment Тома Розенберга оплатить половину бюджета проекта в 30 млн долл. с дополнительным правом на зарубежный прокат, в то время как Warner Bros. инвестировали оставшиеся 15 млн. Съёмочный процесс завершился менее чем за сорок дней июня и июля 2004 г.; он проходил в Лос-Анджелесе на студии Warner Bros.. Дочь Иствуда Морган сыграла эпизодическую роль в сцене на автозаправке.
Режиссёр утвердил на главную роль Суэнк, хотя её физическая форма вызывала сомнения. В рамках подготовки к роли актриса по пять часов в день ежедневно проходила изнурительные тренировки под надзором профессионального тренера по бодибилдингу, диетолога, актёра Гранта Ли Робертса. В этом периоде актриса заразилась стафилоккоком, но пыталась утаить это от Иствуда — именно так, по её мнению, поступила бы Мэгги. Однако инфекция оказалась настолько серьёзной, что потребовалась трехнедельная госпитализация.

## Релиз на домашних носителях
Фильм вышел на VHS и DVD 12 июля 2005 года. Ко всем DVD-изданиям региона 1 за исключением делюкс-версии была добавлена книга Rope Burns: Stories from the Corner. HD DVD релиз вышел 18 апреля 2006 года. Версия Blu-ray Disc вышла 14 ноября 2006 года.

## Отзывы
По данным агрегатора Rotten Tomatoes, 
90 % из 271 обзоров были положительными, со средней оценкой 8.40 из 10. Сайт обобщает мнения критиков так: «Уверенная режиссура Клинта Иствуда в сочетании с убойной игрой Хиллари Суонк и Моргана Фримена позволяют «Малышке на миллион» вырваться из своих клише и получиться очень душевной и трогательной».. По данным Metacritic, рейтинг фильма составляет 86 из 100 на основании 39 отзывов.
Известный кинокритик Роджер Эберт назвал «Малышку на миллион» лучшим фильмом 2004 года, также в списки лучших её включили журналы Film Comment, Rolling Stone и Newsweek.

## Награды и номинации
| Награды и номинации            | Награды и номинации               | Награды и номинации                           | Награды и номинации | Награды и номинации |
| Награда                        | Категория                         | Номинант                                      | Результат           |                     |
| ------------------------------ | --------------------------------- | --------------------------------------------- | ------------------- | ------------------- |
| Оскар                          | Лучший фильм                      | Клинт Иствуд, Альберт С. Радди, Том Розенберг | Победа              |                     |
| Оскар                          | Лучшая режиссура                  | Клинт Иствуд                                  | Победа              |                     |
| Оскар                          | Лучшая мужская роль               | Клинт Иствуд                                  | Номинация           |                     |
| Оскар                          | Лучшая женская роль               | Хилари Суэнк                                  | Победа              |                     |
| Оскар                          | Лучшая мужская роль второго плана | Морган Фримен                                 | Победа              |                     |
| Оскар                          | Лучший адаптированный сценарий    | Пол Хаггис                                    | Номинация           |                     |
| Оскар                          | Лучший монтаж                     | Джоэл Кокс                                    | Номинация           |                     |
| Золотой глобус                 | Лучший фильм — драма              |                                               | Номинация           |                     |
| Золотой глобус                 | Лучшая режиссура                  | Клинт Иствуд                                  | Победа              |                     |
| Золотой глобус                 | Лучшая женская роль в драме       | Хилари Суэнк                                  | Победа              |                     |
| Золотой глобус                 | Лучшая мужская роль второго плана | Морган Фримен                                 | Номинация           |                     |
| Золотой глобус                 | Лучшая музыка к фильму            | Клинт Иствуд                                  | Номинация           |                     |
| Премия Гильдии киноактёров США | Лучший актёрский состав           |                                               | Номинация           |                     |
| Премия Гильдии киноактёров США | Лучшая женская роль               | Хилари Суэнк                                  | Победа              |                     |
| Премия Гильдии киноактёров США | Лучшая мужская роль второго плана | Морган Фримен                                 | Победа              |                     |